# Andryes
Andryes är en kommun i departementet Yonne i regionen Bourgogne-Franche-Comté i norra Frankrike. Kommunen ligger i kantonen Coulanges-sur-Yonne som tillhör arrondissementet Auxerre. År 2022 hade Andryes 445 invånare.

## Befolkningsutveckling
Antalet invånare i kommunen Andryes
| Referens: INSEE |